# Stratigrafie

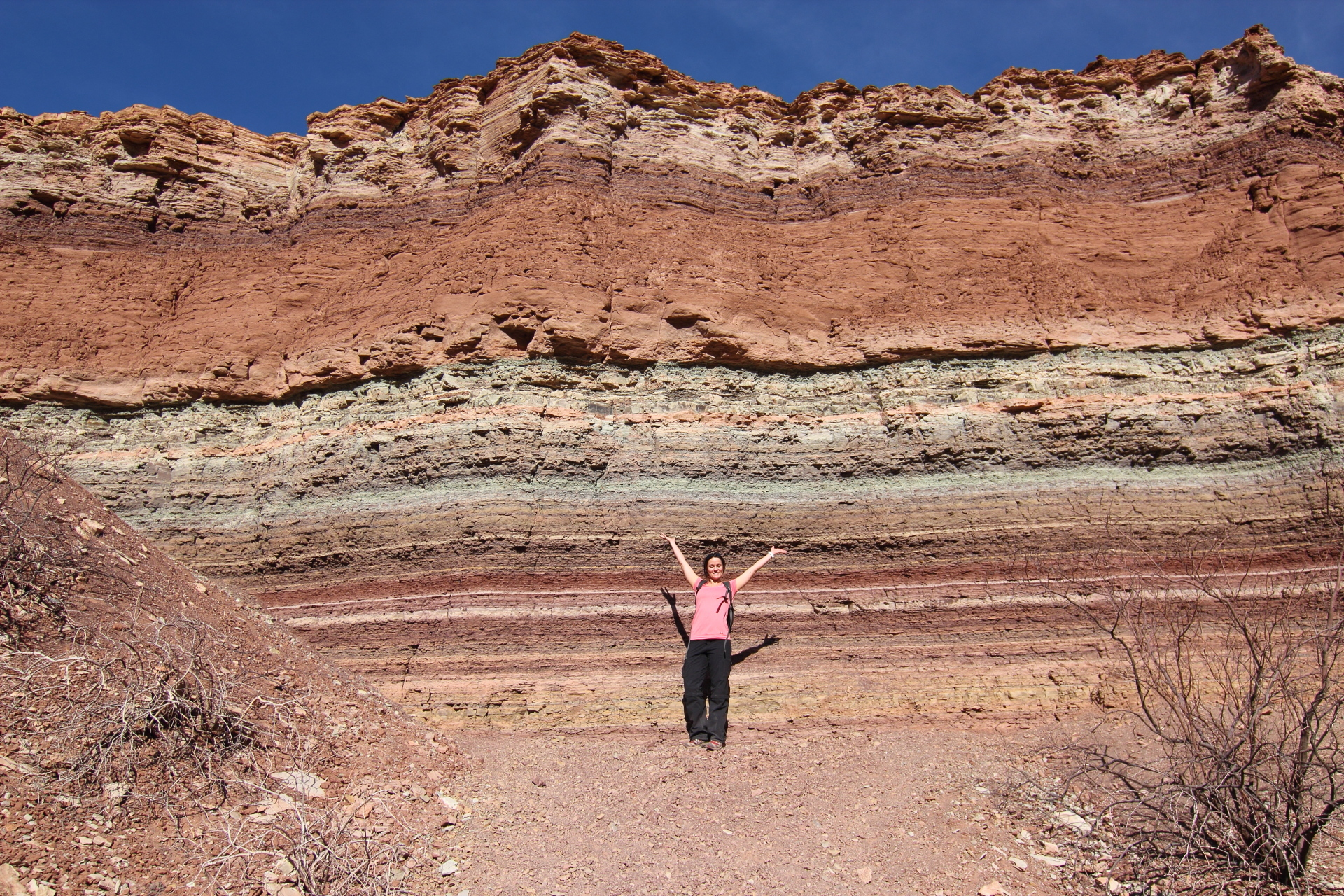
Straturile geologice în Salta (Argentina)

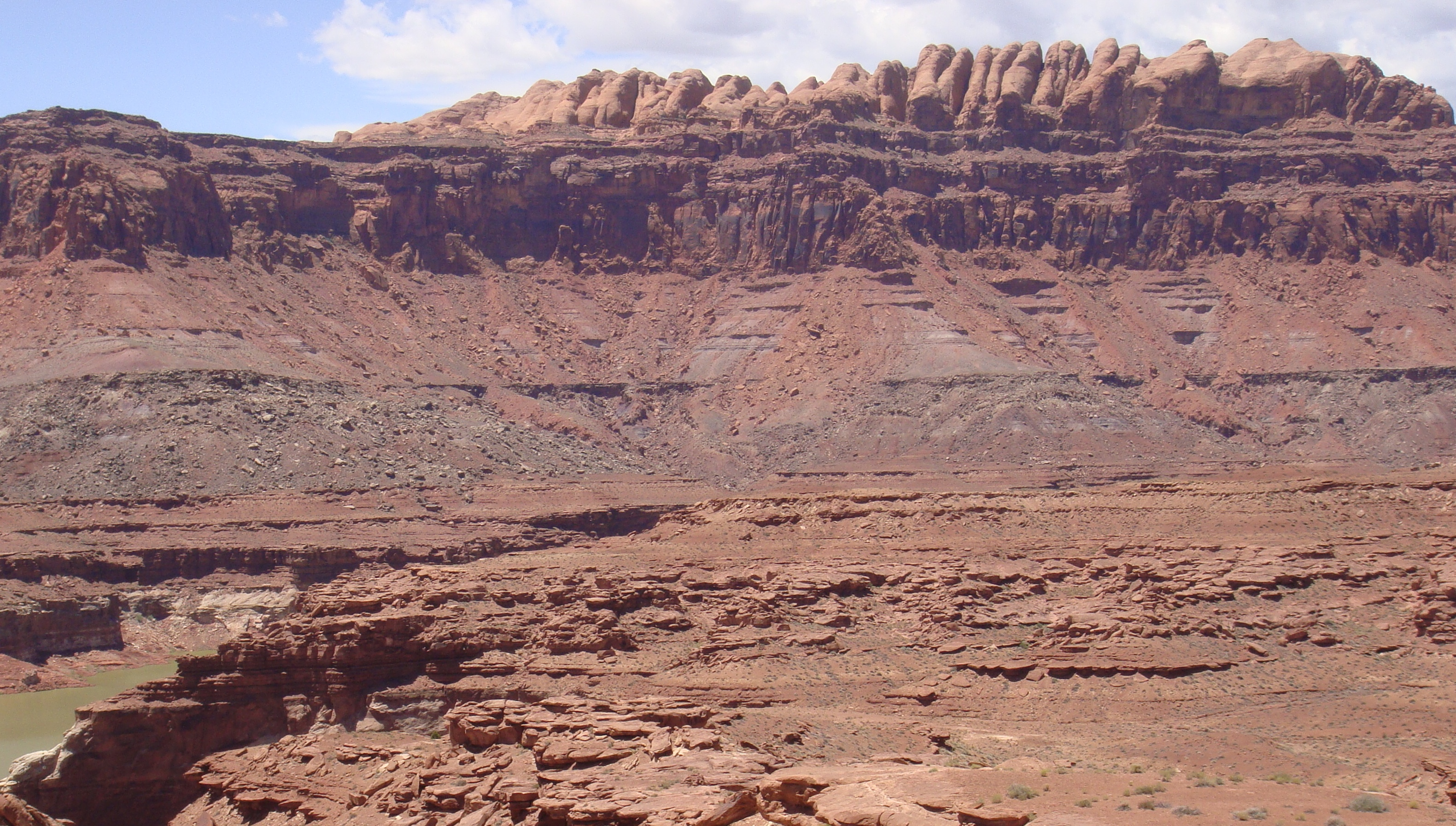
Straturi din permian și jurasic

Stratigrafia este partea geologiei care se ocupă cu studiul transformărilor succesive în timp și spațiu prin care a trecut Pământul, de la formarea sa în spațiul cosmic și până azi. Stratigrafia mai poartă și denumirea de geologie istorică.
Materia formată din roci și minerale a trecut prin nenumărate transformări succesive, într-un timp foarte îndelungat. 

## Tabele stratigrafice
Pe lângă tabelul stratigrafic internațional oficial, există și alte tabele stratigrafice regionale (cu denumiri diferite), care conduc uneori la greutăți de corelare. De exemplu, sarea gemă din bazinul Transilvaniei este incadrată conform tabelului regional la “Badenian mediu (Wielician)” cu o vârstă absolută de 13,4-13,6 milioane ani (determinată prin analiza microfosilelor din sarea de la Turda și Ocna Dejului) ceea ce corespunde cu “Serravallian” ȋn tabelul internațional.

## Istorie
Nicholas Steno a reintrodus principii ale fosilizării organice în anul 1669. Prima scală practică în stratigrafie a fost făcută de "Părintele geologiei" William Smith, în anul 1790. Alte influențe în stratigrafie au fost aduse de către Georges Cuvier și Alexandre Brongniart, în secolul XIX.

### Etimologie
Numele de stratigrafie vine de la cuvântul strat și înseamnă descrierea stratelor (pe latină stratum însemnă strat, iar pe greacă grafein înseamnă a descrie). 

## Importanță
Stratigrafia este o știință foarte importantă, atât teoretic, cât și practic. Importanța sa teoretică este că, cu ajutorul ei, ne putem sa seama de toate transformările prin care a trecut globul nostru pământesc, în special scoarța sa solidă, de acum miliarde de ani, până azi. Importanța practică constă în faptul că, numai cu ajutorul stratigrafiei putem cunoaște mai bine tectonica scoarței terestre, în care sunt amplasate toate zăcămintele miniere, pentru a ști cum să fie urmărite în timpul exploatărilor.

## Structură
Pentru întreaga evoluție a globului Pământesc, s-au stabilit 2 faze, 5 ere sau grupe, numeroase perioade sau sisteme, numeroase epoci sau serii, numeroase vârste sau etaje și orizonturi sau zone, și anume faza stelară și faza planetară, cu compușii ei.

## Faza stelară
Numită și faza astrală sau faza pregeologică, a durat, cel mai probabil, între 3 și 5 milioane de ani.
Faza stelară a Terrei cuprinde perioada de timp de la formarea Pământului în Univers și până la formarea primei cruste solide. În această fază, Pământul era format dintr-o masă fluidă, în care elementele au început să se așeze după în ordinea densității proprie; cele mai ușoare au rămas la suprafață, iar cele mai grele au coborât spre interior.
Cele mai răspândite elemente erau siliciul și aluminiul care, formând oxizi cu oxigenul și oxizi compuși cu alte metale ușoare au format o crustă exterioară. Din momentul formării acestei cruste de silicați, Pământul a trecut în faza următoare, și anume faza planetară; din această fază a început adevărata evoluție geologică a sa.

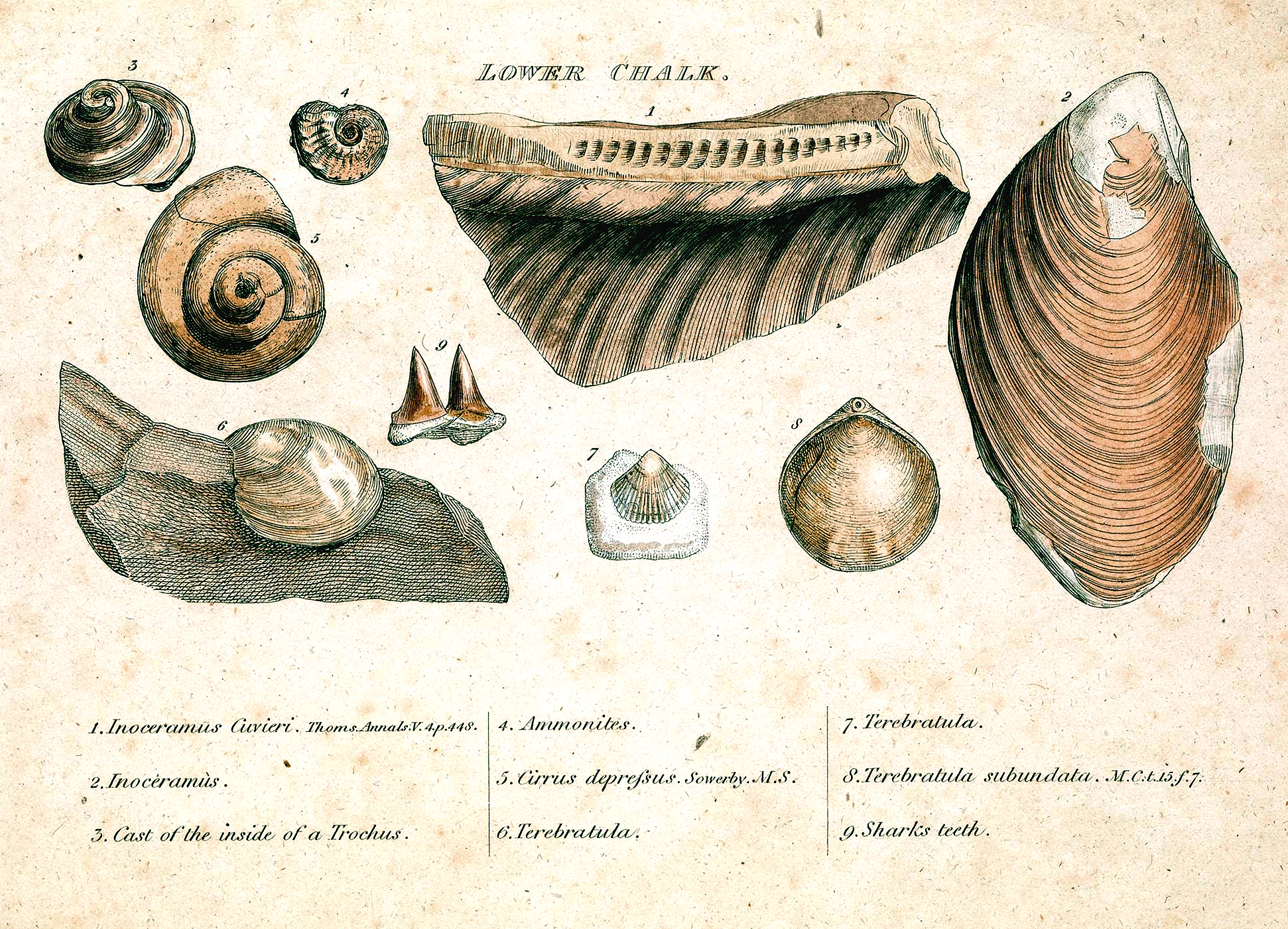
Engraving from William Smith's monograph on identifying strata based on fossils

## Faza planetară
Faza planetară este faza cuprinsă între pierderea crustei solide de la suprafața Pământului și până azi. Această fază a durat aproximativ 5,5  miliarde de ani (nu prea cred, avand in vedere ca varsta Pamantului este de 4,5 miliarde de ani) și se împarte în cinci ere sau grupe geologice, numite:
- Arhaic sau azoic
- Proterozoic
- Paleozoic
- Mezozoic
- Neozoic

### Grupa arhaică (azoică)
Grupa arhaică este era ce corespunde celor mai vechi timpuri geologice, și constă în perioada dintre formarea crustei solide de la suprafața Terrei și până la apariția vieții.

#### Subdiviziuni
Era arhaică este formată, la rândul ei, din două mari perioade:
- perioada anhidră: până la răcirea scoarței
- perioada oceanică: de la răcirea scoarței până la apariția vieții